# Jeu de palets

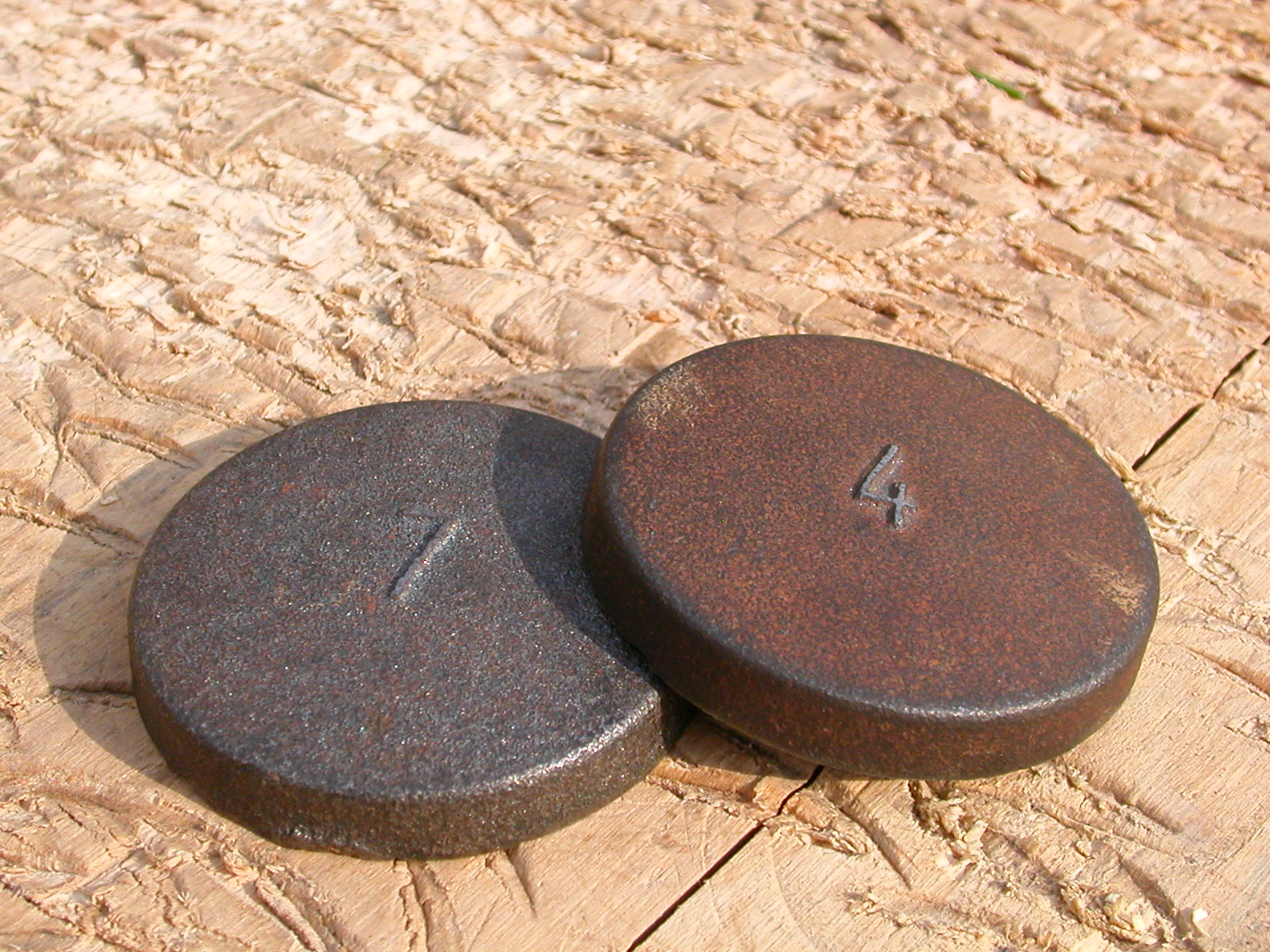
Jeu de palets bretons

Das Jeu de palets ist ein aus Frankreich stammendes Geschicklichkeitsspiel oder, wenn als Wettkampf betrieben, eine Art des Präzisionssports. Das Wurfspiel ist seit dem 16. Jahrhundert nachweisbar und wird vor allem in der Vendée und in der Bretagne gespielt.
Der Name leitet sich von den zum Einsatz gebrachten runden Wurfscheiben (frz.: palet) ab, die dem Puck des Eishockeyspiels ähneln und einen Durchmesser von 4 bis 5,6 cm haben. Das Spielfeld ist ein  mindestens 45 mal 45 cm großes Brett aus Holz oder Metall, das im Freien aufgebaut wird. Darauf wird eine kleinere Scheibe platziert, der sogenannte maître (der Meister) oder petit (der Kleine, das Kind). 
Gespielt wird in zwei Mannschaften (oder Formationen) mit jeweils 2 oder 4 Spielern, die sich dies- und jenseits des Spielfeldes gegenüberstehen und ihre palets so nah wie möglich an den maître werfen müssen.

## Varianten

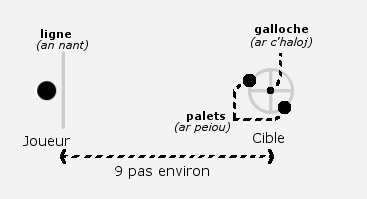
Feld beim galoche bigoudéne

Eine besondere der verschiedenen Spielvarianten ist die nach der historischen Landschaft Pays Bigouden im Département Finistère benannte galoche bigoudène. 
Die galoche (eigentlich: Holzpantine), auch kaloj oder kalochenn beziehungsweise in der bretonischen Sprache ar c'haloj oder ar galochenn genannt, ist ein kleiner, etwa 11,5 cm hoher Holzzylinder mit einem Durchmesser von 3,5 cm, der in die Mitte einer Zielscheibe von etwa 40 cm gesetzt wird.
Die palets, auch ar peiou, auf Bretonisch ar pezhioù genannt, wiegen etwa 850 Gramm, haben eine Höhe von 15 mm und einen Durchmesser von 11,5 cm.